# Lloyd E. Ohlin
Lloyd E. Ohlin (* 27. August 1918 in Belmont, Massachusetts; † 6. Dezember 2008) war ein US-amerikanischer Soziologe und Kriminologe.

## Leben
Ohlin studierte Soziologie an der Brown University (Abschluss: B.A.), an der Indiana University Bloomington (Abschluss: M.A.) und wurde an der University of Chicago promoviert (Ph.D.). Seit 1967 lehrte er als Professor Kriminologie an der Harvard University (Law School). Er wurde 2005 mit dem Edwin H. Sutherland Award der American Society of Criminology geehrt. 1986 war er Präsident der American Society of Criminology.
Ohlin entwickelte gemeinsam mit Richard A. Cloward die merton'sche Anomietheorie weiter und verknüpften sie mit der Subkulturtheorie. Nach ihrer Auffassung steigt die Kriminalitätswahrscheinlichkeit nicht allein aus Mangel an legitimen Mitteln zur Erreichung allgemein üblicher Ziele. Es komme entscheidend auch auf die Verfügbarkeit illegitimer Mittel an, die in Subkulturen eher zur Verfügung gestellt würden.

## Schriften (Auswahl)
- Sociology and the Field of Corrections (1956).
- Delinquency and Opportunity (1960 – mit Richard A. Cloward).
- A Theory of Correctional Reform (1977 – mit Alden Miller und Robert Coates).
- Diversity in a Youth Correctional System: Handling Delinquents in Massachusetts (1978).
- Delinquency and Community (1985 – mit Alden Miller).
- Human Development and Criminal Behavior (1991 – mit Michael Tonry und David P. Farrington).